# アレークトー
アレークトー（またはアレクトー、アーレークトー。古希: Ἀληκτώ, Alektō; Ἀλληκτώ, Allektō、ラテン語: Alecto）は、ギリシア神話に登場するエリーニュスの1柱である。「止まない女」の意。長母音を省略してアレクトとも表記される。ローマ神話ではフリアエの1柱として登場する。
ヘーシオドスによると、クロノスがウーラノスを去勢したときウーラノスから流れ出た血によって受胎したガイアの娘であった。彼女の姉妹はティーシポネーとメガイラである。
アレークトーはウェルギリウスの『アエネーイス』に、そしてまたダンテの『地獄篇』に、3柱のエリーニュスの1柱として登場する。